# Azione (partito politico)
Azione è un partito politico italiano di orientamento centrista e liberale, guidato da Carlo Calenda.
Nato dal manifesto politico di Siamo Europei, il nome del partito trae ispirazione dallo storico Partito d'Azione.

## Storia

### Origini
Carlo Calenda il 6 marzo 2018, all'indomani della sconfitta alle elezioni politiche del 2018 del Partito Democratico, annuncia l'adesione al PD ritenendolo il pilastro da cui ripartire per sconfiggere populisti e sovranisti. Nel gennaio 2019, in vista delle elezioni europee del 26 maggio 2019, Calenda lancia Siamo Europei, un manifesto che pone come obiettivo la costruzione di una lista europeista e riformista unitaria in alternativa al blocco sovranista composto da Lega e Fratelli d'Italia, e a quello populista del Movimento 5 Stelle. La lista Partito Democratico-Siamo Europei, che inglobava anche Democrazia Solidale, ex Campo Progressista e Articolo Uno, è stata presentata da Zingaretti il 30 marzo 2019 e raccogliendo il 22,74% dei consensi risulta essere la seconda più votata in Italia, con oltre 6 milioni di voti, e la più votata dagli italiani residenti all'estero.
Il 23 luglio 2019 Calenda presenta alla Direzione Nazionale del PD una mozione, poi recepita da un'altra mozione sostenuta dal segretario Zingaretti e approvata ad ampia maggioranza, dove si ribadisce che Partito Democratico e Movimento 5 Stelle sono e rimarranno incompatibili perché divisi da valori opposti, e inoltre individua tre priorità evidenti su cui costruire immediatamente un piano per l'Italia: scuola e formazione, sanità e investimenti.
Tuttavia il 28 agosto 2019, in seguito alla caduta del governo Conte I sostenuto da M5S e Lega e dopo l'intesa fra i democratici e il M5S per formare un secondo governo Conte, Calenda annuncia l'uscita dal PD comunicando quindi di voler trasformare Siamo Europei in un nuovo partito progressista.

### La nascita e l'opposizione al governo Conte II

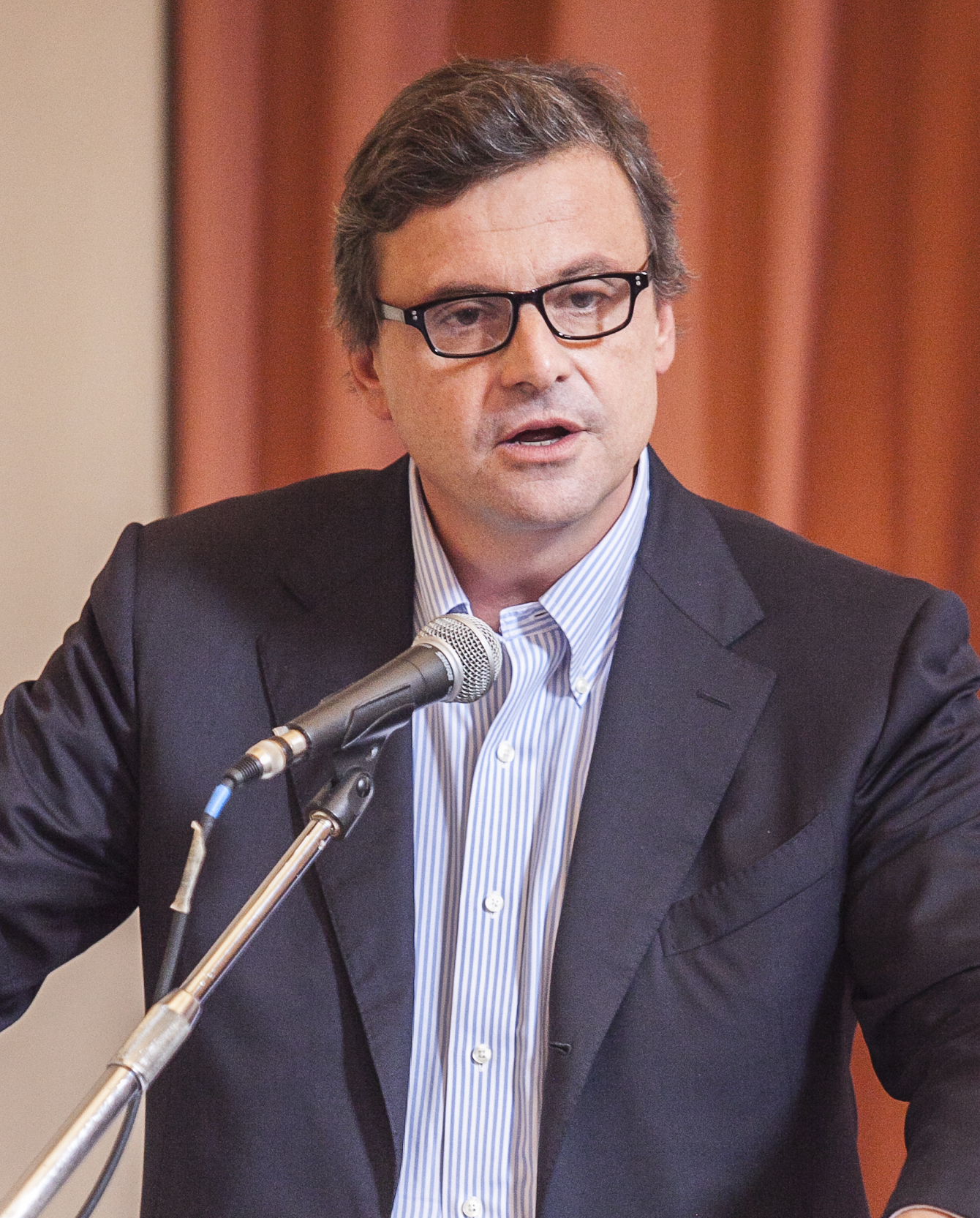
Carlo Calenda nel 2019

Il 21 novembre 2019 Calenda, a tre mesi dall'abbandono al PD, lancia ufficialmente Azione, la sua nuova formazione politica che dichiara di essere di centro-sinistra, progressista e riformista, insieme al senatore Matteo Richetti e a un comitato promotore.
In attesa del primo congresso nazionale il partito è retto da una Direzione Nazionale costituita dai 50 membri del Comitato Promotore di Azione, tra i quali si annoverano: il sociologo Stefano Allievi, l'imprenditore Alberto Baban, il giornalista Alessandro Barbano, l'ex capo di stato maggiore dell'Aeronautica Militare e della difesa Vincenzo Camporini, l'imprenditore Luciano Cimmino, l'avvocata Isabella De Monte, la storica Emma Fattorini, il sindaco di Siracusa Francesco Italia, l'avvocato Andrea Mazziotti di Celso, l'informatica Mara Mucci, il sindaco di Cinisi Giangiacomo Palazzolo, il politico Mario Raffaelli, il medico Walter Ricciardi, il politico Giulio Cesare Sottanelli.
Calenda ha avviato fin dalla fondazione del nuovo soggetto politico una critica all'esecutivo giallo-rosso fondata principalmente su idee d'ispirazione liberaldemocratica, accusando il PD di essersi eccessivamente piegato al populismo, che avrebbe nei pentastellati la sua principale espressione.

### Elezioni regionali e referendum del 2020
Alle elezioni regionali in Emilia-Romagna del 2020 il 26 gennaio, Azione partecipa per la prima volta con propri candidati a una tornata elettorale nella lista "Bonaccini Presidente". Nel collegio di Modena viene eletta Giulia Pigoni, il primo consigliere regionale eletto di Azione.
In occasione del referendum costituzionale per l'approvazione della riforma basata sul taglio del numero di parlamentari a 400 deputati e 200 senatori, avviata dal governo Conte I e proseguita dal governo Conte II, Azione si è schierata per il "no".
Nell'agosto 2020 aderiscono al partito il deputato Enrico Costa, già ministro per gli Affari Regionali di AP nei governi Gentiloni e Renzi con Calenda e l'onorevole Nunzio Angiola, proveniente dal Misto e prima dal M5S.
Alle elezioni regionali del 20-21 settembre dello stesso anno, Azione si schiera nella coalizione di centrosinistra nelle Marche, dove sostiene alcuni candidati della lista "Mangialardi Presidente", e in Toscana, dove sostiene dall'esterno Eugenio Giani. In Puglia invece si schiera, insieme a Italia Viva, Volt Europa e +Europa, a sostegno di Ivan Scalfarotto e della lista "Scalfarotto Presidente", e contro il presidente uscente di centro-sinistra, Michele Emiliano. Negli stessi giorni alle elezioni amministrative, Azione presenta per la prima volta un proprio simbolo a Trento, a sostegno del candidato del centrosinistra Franco Ianeselli: nelle elezioni amministrative di Trento, Azione ottiene il 4,4% dei voti, in lista con l'Unione, ed elegge due consiglieri.

### Programma per l'Italia e appoggio al governo Draghi
Il 17 novembre 2020 i parlamentari di Azione e +Europa comunicano l'unione delle rispettive rappresentanze parlamentari in un'unica componente nel Gruppo misto al Senato (+Europa/Azione) e Camera (Azione/+Europa/Radicali Italiani). L'intento, scrivono, è quello di rafforzare l'azione politica di opposizione per una più incisiva critica al governo Conte II, che sia severa ma sempre costruttiva, mossa dalle comuni posizioni europeiste e liberaldemocratiche antitetiche a quelle del blocco sovranista in parlamento.
Il 26 novembre 2020 la deputata Flora Frate annuncia il suo ingresso in Azione.
Già a dicembre 2020, di fronte alla prospettiva di un rimpasto di governo per dar vita al "Conte ter" in piena pandemia, i dirigenti di Azione si dichiarano favorevoli a valutare la possibilità di un governo tecnico guidato da Mario Draghi e da altre persone di grande esperienza amministrativa. Dopo le dimissioni del governo Conte II, Azione dichiara l'appoggio incondizionato a Draghi e pur restando fuori dal governo, garantirà appoggio esterno in parlamento.
Da marzo 2021 Azione, +Europa, Partito Repubblicano Italiano, ALI e I Liberali chiamano Carlo Cottarelli a presiedere "Programma per l'Italia", un comitato scientifico che formalizzerà proposte di matrice liberale per un nuovo programma di governo.

### Elezioni amministrative del 2021

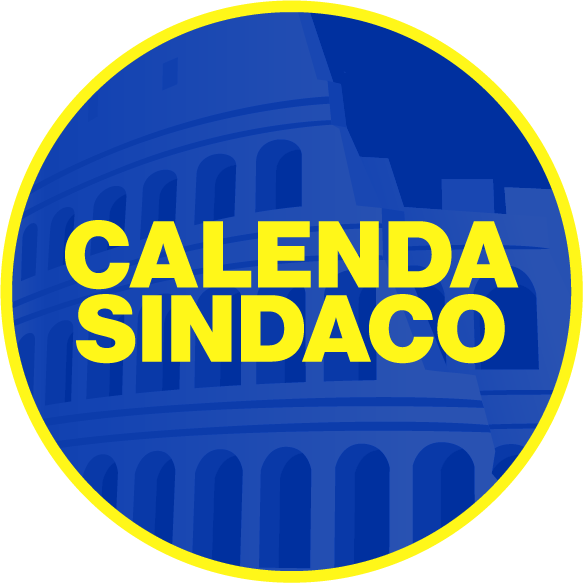
Logo della lista "Calenda Sindaco"

Il 18 ottobre 2020 Calenda scioglie la riserva annunciando di volersi candidare a sindaco di Roma in vista delle comunali del 2021, sostenuto da +Europa, PRI e successivamente anche da IV. Il 24 maggio presenta ufficialmente la sua candidatura lanciando la lista civica Calenda Sindaco, in cui si presentano anche candidati di Azione e degli altri partiti che hanno appoggiato la candidatura dell'europarlamentare. ALI e PLI annunceranno in seguito il proprio supporto esterno. Il risultato della lista, che ottiene cinque consiglieri e risulta con il 19,06% essere la più votata a Roma, permette ad Azione di entrare nell'Assemblea Capitolina con tre consiglieri.
Nelle grandi città Azione si presenta a Milano con la lista civica Lavoriamo per Milano con Sala - I Riformisti, dove raccoglie il 4,01% delle preferenze, vedendo così l'elezione in Consiglio comunale di Giulia Pastorella, mentre a Napoli Azione si presenta con il proprio simbolo a sostegno del candidato sindaco Antonio Bassolino, senza però eleggere nessun consigliere comunale (0,45%).
Negli altri capoluoghi Azione si presenta autonomamente a Varese, dove candida a sindaco Carlo Alberto Coletto attestatosi al 2,1%, e a Novara dove ottiene il 2,7% a sostegno del candidato De Stasio. A Rimini la lista Rimini Futura - Azione con il 3,6% elegge un consigliere all'interno della coalizione di centro-sinistra, mentre a Savona elegge 2 consiglieri con la lista RiformiAMO Savona attestatasi al 9,3% sempre a sostegno del candidato di centro-sinistra.
Fra i centri minori si annovera Roseto degli Abruzzi, dove il candidato sindaco di Azione Mario Nugnes vince sulla coalizione di centro-destra al ballottaggio con il 56,03% dei voti. La lista di Azione ottiene il 9%, diventando così il primo partito della maggioranza..

### Adesione a Renew Europe e federazione con +Europa
Il 26 ottobre 2021 i vertici nazionali presentano un nuovo simbolo e annunciano il primo congresso del partito, dopo che questo venne rimandato a causa della pandemia di COVID-19.
In data 17 novembre 2021 Carlo Calenda, dopo le parole del segretario del PD Enrico Letta sulla convergenza del Movimento 5 Stelle nell'Alleanza Progressista dei Socialisti e dei Democratici, fuoriesce dal gruppo parlamentare europeo per entrare in Renew Europe.
Il 12 gennaio 2022 le segreterie di Azione e +Europa presentano in conferenza stampa una federazione unica di matrice liberaldemocratica e social-liberale tra i due partiti, con l'intenzione di costituire liste comuni alle future elezioni e fare campagna in favore del "Sì" per i referendum sulla cannabis, sull'eutanasia e sulla giustizia qualora questi siano giudicati ammissibili dalla Corte costituzionale; contestualmente, Calenda annuncia che Azione ha presentato richiesta di ingresso nell'ALDE, partito europeo di cui +E è membro.

### Elezione del Presidente della Repubblica 2022
Nell'ambito dell'elezione del Presidente della Repubblica del 2022 Azione, in accordo con +Europa, dichiara da subito il proprio supporto per l'elezione dell'allora ministro della giustizia e già Presidente della Corte costituzionale Marta Cartabia, votandola in ogni scrutinio ad eccezione dell'ottavo, quando la maggior parte dei partiti dell'arco parlamentare, tra cui Azione, si sono accordati per la riconferma del presidente uscente Sergio Mattarella.
Pochi giorni dopo, il 3 febbraio 2022, la senatrice Barbara Masini annuncia la sua adesione ad Azione dopo essere fuoriuscita da Forza Italia per entrare nel gruppo misto.

### Congresso nazionale del 2022
Nel fine settimana del 19 e 20 febbraio 2022 si svolge presso il palazzo dei Ricevimenti e dei Congressi a Roma il primo congresso nazionale: "L'Italia sul serio". Durante la manifestazione intervengono diversi leader ed esponenti politici dell'area liberale, socialdemocratica e popolare. Risultano eletti: Matteo Richetti presidente, Carlo Calenda segretario, Emma Fattorini e Giulia Pastorella vicepresidenti.
Il 23 febbraio aderisce al partito il senatore Leonardo Grimani. Nel mese di marzo vi si uniscono i deputati Claudio Pedrazzini, Daniela Ruffino e Osvaldo Napoli.

### La caduta del Governo Draghi
Il 22 luglio aderisce al partito il senatore Andrea Cangini, a seguito della decisione di Forza Italia di non partecipare al voto sulla questione di fiducia richiesta al Senato dal governo Draghi contribuendone alla caduta.
Il 29 luglio aderiscono al partito Mara Carfagna e Mariastella Gelmini, deputate e ministre con delega, rispettivamente, al Sud e alla coesione territoriale e agli affari regionali e autonomie, che avevano abbandonato FI nei giorni precedenti. In tal modo Azione ottiene una rappresentanza nel consiglio dei ministri dell'ormai dimissionario governo Draghi.
Nei giorni seguenti aderiscono anche i deputati ex FI Luigi Casciello, Anna Lisa Baroni, Paolo Russo, Giusy Versace, Roberto Caon e Rossella Sessa.

### Federazione con Italia Viva

#### Elezioni politiche e regionali del 2022
Il 2 agosto 2022 Azione/+Europa annuncia di aver trovato un accordo programmatico per presentarsi alle elezioni politiche anticipate di settembre nella stessa coalizione del Partito Democratico, impegnandosi a non candidare personalità divisive nei collegi uninominali. Il 7 agosto, tuttavia, a seguito dell'inclusione dell'Alleanza Verdi e Sinistra (Europa Verde e Sinistra Italiana) e degli ex-pentastellati di Impegno Civico nella coalizione, Carlo Calenda annuncia che Azione non avrebbe partecipato alle elezioni nella coalizione di centro-sinistra; ciò tuttavia a sua volta provoca la rottura con +Europa, i cui dirigenti rivendicano invece la bontà del patto in chiave anti centro-destra.
L'11 agosto Azione e Italia Viva annunciano la decisione di presentarsi alle elezioni con una lista unica, con Calenda indicato come capo politico di quest'ultima, andando a costituire un autodefinitosi Terzo Polo con il nome depositato di Azione - Italia Viva - Calenda. Il contrassegno della lista presenta i simboli dei due partiti, il nome di Calenda e il riferimento al gruppo parlamentare europeo Renew Europe al quale appartengono le due forze politiche. Il programma elettorale viene presentato congiuntamente il successivo 18 agosto, con l'auspicio da parte della coalizione di dare vita a un governo Draghi II.
Il 14 agosto 2022 Gaetano Armao, vicepresidente della Regione Siciliana, assessore e deputato regionale, lascia Forza Italia e aderisce ad Azione. Contestualmente è indicato dal partito come candidato alla presidenza della Regione in vista delle elezioni regionali del 25 settembre. Con l'accordo elettorale tra Azione e Italia Viva, diventa il candidato ufficiale del Terzo Polo. Armao tuttavia otterrà solo il 2,08%, classificandosi come quinto, sotto Nuccio Di Paola del Movimento 5 Stelle. In tal modo il Terzo Polo non esprime alcun deputato regionale all'ARS.
Alle elezioni del 25 settembre la lista ottiene il 7,79% alla Camera e il 7,73% al Senato, eleggendo 21 deputati e 9 senatori. Nella conferenza stampa successiva alle elezioni Calenda dichiara che verrà avviato un processo di federazione con Italia Viva con l'obiettivo di dar vita a un partito unico di ispirazione riformista, europeista e liberale.
Il 14 ottobre Calenda annuncia di aver richiesto l'adesione di Azione al Partito Democratico Europeo, di cui fa parte anche Italia Viva. Tale proposito si concretizza il 24 gennaio 2023, con l'ingresso ufficiale del partito nel PDE.

#### Elezioni regionali del 2023 e fine della federazione
Ad aprile, quattro mesi dopo la nascita della federazione tra Azione e Italia Viva e a seguito dei risultati molto deludenti alle elezioni regionali in Lombardia, Lazio e Friuli-Venezia Giulia, Calenda rinuncia all'idea del partito unico, lamentando l'impossibilità di giungere a un accordo per fondere i due soggetti. A maggio a seguito dello strappo con Italia Viva, converge in Azione il movimento "La Buona Destra".
Il 21 ottobre Azione abbandona il PDE per aderire all'ALDE. Nel novembre 2023 i gruppi parlamentari di Azione - Italia Viva vengono sciolti alla Camera e al Senato, ponendo definitivamente fine alla collaborazione tra i due partiti.

### Elezioni regionali ed europee del 2024
Il 29 gennaio 2024 aderiscono ufficialmente ad Azione Elena Bonetti ed Ettore Rosato, seguiti il 1º febbraio da due eletti con il Movimento 5 Stelle: l'eurodeputato ed ex-Vicepresidente del Parlamento Europeo Fabio Massimo Castaldo e dalla deputata Federica Onori.
In vista delle elezioni europee Azione lancia la lista Siamo Europei, cui aderiscono il Partito Repubblicano Italiano (con cui viene stretto un patto federativo ache in vista delle elezioni amministrative), PER, Movimento Repubblicani Europei, Team K, Democrazia Liberale, Piattaforma Civica Popolare Riformatrice, NOS e Associazione Socialista Liberale. La lista stringe inoltre un accordo con il movimento trentino CasaAutonomia.
In seguito alla decisione di entrare a far parte della coalizione di centro-sinistra in occasione delle elezioni regionali in Liguria, Emilia-Romagna ed Umbria, nel settembre del 2024 il partito registra diverse uscite, fra cui quelle del deputato Enrico Costa, della senatrice e vicesegretaria Mariastella Gelmini, della senatrice Giusy Versace e della deputata e presidente Mara Carfagna.

### Congresso nazionale del 2025
Al congresso del 2025 si presentano due candidature per il ruolo di segretario: Carlo Calenda con la mozione "Nati per Correre" e Giulia Pastorella con la mozione "Dipende da Noi". Su 101 circoscrizioni, Calenda è presente in 97, Pastorella in 48.
Il 15 febbraio 2025 si svolge la votazione per i delegati in cui partecipano circa 13.700 iscritti, insieme alle votazioni per alcuni congressi locali. Le liste a sostegno di Calenda ottengono 85,72% dei voti, mentre quelle a sostegno di Pastorella ottengono 14,28% dei voti (46% nelle province in cui erano presenti). Calenda ottiene risultati migliori nel sud italia, mentre Pastorella risulta più votata nel nord italia e nella circoscrizione estero.
Il 29-30 marzo si svolge il congresso nazionale.

### Amministrative del 2025
Alle elezioni amministrative del 2025 Michelangelo Giansiracusa, già sindaco di Ferla, viene eletto presidente del Libero consorzio comunale di Siracusa con il sostegno di Democrazia Cristiana, Lega per Salvini Premier e Movimento per l'Autonomia, risultando il primo esponente di Azione ad essere eletto al vertice di un ente provinciale.

## Ideologia e posizioni
Azione dichiara di trarre ispirazione dallo storico Partito d'Azione, da cui il nome deriva e nel popolarismo di don Luigi Sturzo. I colori del partito sono il blu elettrico e il verde: il primo è il blu della bandiera europea rappresentante lo spirito europeista del partito e la transizione digitale, mentre il secondo simboleggia la transizione ambientale. Inoltre Azione si prefigge di creare un fronte riformista che abbia come centro valoriale la difesa della democrazia liberale in netto posizionamento anti-sovranista e anti-populista.
Il partito preferisce evitare etichette di collocamento politico e rifiuta particolarmente la definizione centrista che alcuni opinionisti gli attribuiscono. Afferma infatti di essere molto critico verso il liberismo economico e sostiene l'importanza per le democrazie liberali di recuperare il pragmatismo. Critico anche nei confronti della terza via, sostiene che la sinistra di oggi debba basarsi sul bisogno di investimenti, di protezione e di difesa dell'occupazione.

### Politiche sociali
Il partito sostiene maggiore investimento sulla sanità pubblica, presentando un piano di salvataggio del servizio sanitario nazionale, con l’obiettivo di finanziare borse di specializzazione medica, assumere nuovi infermieri, migliorare le strutture sanitarie e incentivare la digitalizzazione del sistema. 
Riguardo alla prima infanzia, il partito ha l'obiettivo di rendere possibile una crescita e formazione adeguata per i minori, di permettere ai genitori la conciliazione tra vita lavorativa e vita familiare e di aumentare di conseguenza la natalità mediante: l'aumento delle strutture per la prima infanzia; l'aumento del numero di laureati che possono insegnare all'asilo nido; una revisione dei sistemi di controllo e monitoraggio della qualità dei servizi; asili nido gratuiti per la maggior parte degli italiani; ulteriori incentivi per famiglie che vivono in aree dove i servizi di prima infanzia sono sottoutilizzati.
Sulla parità di genere è favorevole a: congedi parentali che equiparino uomo e donna per evitare così che le aziende preferiscano assumere uomini; trasparenza obbligatoria nelle retribuzioni e negli organici; percorsi di eliminazione e prevenzione degli stereotipi di genere nelle scuole, nelle università e nelle aziende; corsi di educazione sessuale in tutte le scuole pubbliche..
Propone quasi 6 mila nuovi centri antiviolenza, un nuovo sussidio per le vittime di violenza (per garantire loro autonomia e sicurezza per 3 anni) e un profondo sforzo educativo per fermare e prevenire la violenza di genere.
Sostiene la creazione di un nuovo sostegno al reddito che consenta ai giovani di rendersi autonomi, la creazione di nuovi percorsi di formazione online, un supporto digitale per la ricerca del lavoro, una revisione del contratto di tirocinio e sgravi per le loro assunzioni.
Per quanto riguarda la scuola, sostiene il rafforzamento della didattica nelle scuole secondarie di primo grado e la posticipazione della scelta professionalizzante di un anno per contrastare la dispersione scolastica, l'introduzione del tempo lungo e le mense in tutte le scuole, un nuovo servizio di orientamento, di supporto psicologico e di mediazione culturale e l'aumento delle retribuzioni degli insegnanti..

### Diritti civili
Il leader del partito, Calenda, si è dichiarato favorevole al matrimonio gay e all'adozione da parte di coppie gay, ma, nonostante ciò, ha deciso di non inserire tali diritti nel programma del partito in vista delle elezioni politiche del 2022, dichiarando che «sulle questioni etiche ci sarà libertà di coscienza per le persone che sono dentro al partito, perché noi abbiamo dentro mondi diversi, ci sono persone che vengono da una tradizione cattolica molto radicata».
Propone però una legge contro l’omotransfobia che preveda l'istituzione dell'Autorità nazionale indipendente per la tutela dei diritti umani e iniziative di prevenzione e contrasto di ogni linguaggio d'odio.
Per concedere la cittadinanza italiana ai figli di stranieri regolari minorenni, il partito propone l'introduzione dello ius scholae, che ha come requisito il completamento di un ciclo di studi.
È contrario alla legalizzazione della cannabis, ma è favorevole alla sua depenalizzazione con attuazione di una politica di consapevolizzazione al consumo.

### Economia e fiscalità
Il partito è favorevole al salario minimo (di 9 euro all'ora) e a una fiscalità progressiva, evidenziando la necessità di una riforma del sistema tributario italiano.
Il partito si pone come favorevole alla diminuzione della pressione fiscale, da attuare attraverso il recupero dell'evasione fiscale mediante l'incrocio di banche dati, e creando un vincolo di destinazione senza passare dal bilancio pubblico tra risorse recuperate e abbassamento delle tasse.
Inoltre sostiene il piano Impresa 4.0 ritenendo che quest'ultimo possa aiutare le imprese italiane a rilanciare la capacità competitiva, attraverso investimenti collegati a sgravi fiscali, facendo così ripartire l'economia.

### Ambiente
Azione sostiene la realizzazione di una transizione ecologica che porti il paese alla neutralità climatica entro il 2050, raggiungendo così gli obiettivi prefissati dall'Unione europea.
Il partito ritiene che le tecnologie necessarie per tagliare le emissioni di gas serra nei settori più inquinanti esistano già e possano essere applicate in tutti quelli rilevanti, addossando quindi a una responsabilità politica la mancata volontà di implementare rapidamente queste innovazioni. Il partito è però critico nei confronti di un ambientalismo costruito sul contrasto alle grandi opere, industria e innovazione tecnologica, ritenendolo “ambientalismo contro l'ambiente”.
Il partito sostiene un ritorno dell'energia nucleare in Italia, ritenendo che un mix tra fonti rinnovabili e nucleare sia l'unica strada per raggiungere per tempo gli obiettivi di neutralità climatica. Per fare ciò propone di installare reattori di generazione III+ e successive per un totale di potenza installata di 40 GW entro il 2050, oltre che la realizzazione del necessario Deposito nazionale dei rifiuti radioattivi e di un deposito geologico profondo.

### Giustizia
In tema di giustizia il partito, tramite Enrico Costa, ha sostenuto l'introduzione di limiti alla diffusione delle informazioni relative alle inchieste svolte dai pubblici ministeri, nuove norme in materia di diritto all'oblio per gli assolti, la riforma della disciplina in materia di responsabilità civile dei magistrati e la separazione delle carriere dei magistrati.

### Politiche migratorie
Riguardo alle politiche migratorie Azione sposa le tesi del lavoro svolto col professor Stefano Allievi, proponendo di affrontare le questioni migratorie come un fenomeno regolare e non emergenziale. Il partito, oltre a essere favorevole allo ius culturae, sostiene il controllo delle frontiere, la regolarizzazione di chi ha un lavoro, rimpatri volontari incentivati per chi non lo ha, l'ampliamento del sistema di protezione per richiedenti asilo e rifugiati, flussi di immigrazione legale controllata e l'espulsione immediata di chi commette un reato. Sostiene inoltre canali di immigrazione legali e collegati al lavoro, corridoi umanitari, la gestione unitaria delle politiche di integrazione e un 'migration compact' per gestire in Africa arrivi e respingimenti.

### Difesa e politica estera
Azione sostiene fortemente l’europeismo e l’atlantismo. È favorevole alla creazione degli "Stati Uniti d'Europa" e alla creazione di un esercito comune europeo, ma sostiene che solo con una vera politica estera comune dell'Unione europea non finirebbe per essere solo un inutile dispendio di risorse. È inoltre favorevole all’aumento delle spese per la difesa militare italiana (fino al 2% del PIL nazionale).

## Struttura
Il Congresso Nazionale viene convocato ogni 2 anni, è formato dai congressi provinciali del partito che eleggono i 300 membri dell'Assemblea. L'Assemblea è convocata almeno una volta l'anno, approva mozioni di indirizzo politico o organizzativo e elegge: un Segretario che nomina una Segreteria nazionale; un Presidente; due Vicepresidenti; un Tesoriere; il Collegio dei Probiviri; il Collegio dei Revisori dei Conti; un Comitato Direttivo di 30 membri dell'Assemblea che formano la Direzione nazionale del partito con le altre cariche elette, oltre ai parlamentari, consiglieri regionali e sindaci dei comuni con più di 70.000 abitanti iscritti ad Azione. I congressi regionali eleggono i rispettivi segretari regionali che partecipano almeno a livello consultativo al Comitato Direttivo. Il Segretario nomina inoltre un Comitato di Responsabili Tematici, parte integrante del Comitato Direttivo.

### Segreteria nazionale

#### Segretario
| Segretario    | Periodo                      |
| ------------- | ---------------------------- |
| Carlo Calenda | 20 febbraio 2022 – in carica |

#### Vicesegretario
| Vicesegretario            | Periodo                             | Segreteria |
| ------------------------- | ----------------------------------- | ---------- |
| Andrea Mazziotti di Celso | 20 febbraio 2022 – in carica        | Calenda    |
| Enrico Costa              | 20 febbraio 2022 – 13 luglio 2024   | Calenda    |
| Mariastella Gelmini       | 28 ottobre 2022 – 17 settembre 2024 | Calenda    |
| Ettore Rosato             | 29 gennaio 2024 – in carica         | Calenda    |

#### Presidente
| Presidente      | Periodo                              |
| --------------- | ------------------------------------ |
| Matteo Richetti | 20 febbraio 2022 – 19 novembre 2022  |
| Mara Carfagna   | 19 novembre 2022 – 17 settembre 2024 |
| Elena Bonetti   | 29 marzo 2025 - in carica            |

#### Vicepresidente
| Vicepresidente    | Periodo                      | Presidenza                  |
| ----------------- | ---------------------------- | --------------------------- |
| Giulia Pastorella | 20 febbraio 2022 – in carica | Richetti, Carfagna, Bonetti |
| Emma Fattorini    | 20 febbraio 2022 – in carica | Richetti, Carfagna, Bonetti |

#### Coordinatore
| Coordinatore              | Periodo                      |
| ------------------------- | ---------------------------- |
| Andrea Mazziotti di Celso | 20 febbraio 2022 – in carica |

#### Portavoce
| Portavoce           | Periodo                             |
| ------------------- | ----------------------------------- |
| Valentina Grippo    | 20 febbraio 2022 – 28 ottobre 2022  |
| Mariastella Gelmini | 28 ottobre 2022 – 17 settembre 2024 |

#### Tesoriere
- Enrico Squintani

#### Membri della segreteria
I membri della segreteria nazionale, con le seguenti responsabilità, sono:
- Rapporti politici: Andrea Mazziotti di Celso
- Giustizia: vacante
- PNRR: Marco Lombardo
- Comuni: Francesco Italia
- Sviluppo della rete e di politica estera: Mario Raffaelli
- Difesa e sicurezza: Vincenzo Camporini
- Diritti: Barbara Masini
- Pubblica amministrazione: Giacomo Leonelli
- Mezzogiorno: Paolo Russo
- Terzo settore: Mariasole Mascia
- Sviluppo economico: Alberto Baban
- Regioni: Marcello Pittella
- Trasporti e infrastrutture: Osvaldo Napoli
- Energia e ambiente: Giuseppe Zollino
- Credito: Andrea Moltrasio
- Trasformazione digitale: Carlo Pasqualetto
- Enti locali e mobilitazioni: Giulio Cesare Sottanelli
- Legalità: Giangiacomo Palazzolo
- Sanità: Walter Ricciardi
- Lavoro: Raffaele Bonanni
- Istruzione e formazione: Maria Pia Bucchioni
- Autonomie: Fabrizio Ferrandelli
- Porti e alla risorsa Mare: Giuseppe Ferrandino
- Welfare: Alessio D'Amato

### Presidenti dei gruppi parlamentari

#### Camera dei deputati
- 18 ottobre 2022 – in carica: Matteo Richetti[171]

#### Senato della Repubblica
- 18 ottobre 2022 – 9 novembre 2023: Mariastella Gelmini[172]

#### Parlamento europeo
- 21 novembre 2019 – 12 ottobre 2022: Carlo Calenda
- 14 aprile 2023 – 16 luglio 2024: Giuseppe Ferrandino

### Segretari regionali
| Regione / Provincia autonoma | Regione / Provincia autonoma | Segretario                |
| ---------------------------- | ---------------------------- | ------------------------- |
| Valle d'Aosta                | Valle d'Aosta                | Marco Curighetti          |
| Piemonte                     | Piemonte                     | Daniela Ruffino           |
| Liguria                      | Liguria                      | Roberto Donno             |
| Lombardia                    | Lombardia                    | Fabrizio Benzoni          |
| Trentino-Alto Adige          | Trentino-Alto Adige          | Mario Raffaelli           |
| Veneto                       | Veneto                       | Carlo Pasqualetto         |
| Friuli-Venezia Giulia        | Friuli-Venezia Giulia        | Daniela Rossetti          |
| Emilia-Romagna               | Emilia-Romagna               | Marco Lombardo            |
| Toscana                      | Toscana                      | Marco Remaschi            |
| Marche                       | Marche                       | Tommaso Fagioli           |
| Umbria                       | Umbria                       | Giacomo Leonelli          |
| Lazio                        | Lazio                        | Mario Raffaelli           |
| Abruzzo                      | Abruzzo                      | Giulio Cesare Sottanelli  |
| Molise                       | Molise                       | Luigi Valente             |
| Campania                     | Campania                     | Giuseppe Sommese          |
| Basilicata                   | Basilicata                   | Donato Pessolano          |
| Puglia                       | Puglia                       | Fabiano Amati             |
| Calabria                     | Calabria                     | Marco Lombardo            |
| Sicilia                      | Sicilia                      | Michelangelo Giansiracusa |
| Sardegna                     | Sardegna                     | Giuseppe Cucca            |

## Congressi nazionali
- I congresso - Roma, 19-20 febbraio 2022 - L'Italia sul serio
- II congresso - Roma, 29-30 marzo 2025[109]- Il futuro è partito

## Nelle istituzioni

### Camera dei deputati
| XVIII legislatura |
| ----------------- |
| 14 deputati       |

Nel gruppo Azione - Più Europa - Radicali Italiani: Nunzio Angiola, Anna Lisa Baroni, Roberto Caon, Mara Carfagna, Luigi Casciello, Mariastella Gelmini, Enrico Costa, Osvaldo Napoli, Claudio Pedrazzini, Daniela Ruffino, Paolo Russo, Giusy Versace, Rossella Sessa.
| XIX legislatura |
| --------------- |
| 10 deputati     |

Nel gruppo Azione - Italia Viva - Renew Europe (fino al 20 novembre 2023), poi Azione - Popolari Europeisti Riformatori - Renew Europe: Fabrizio Benzoni, Antonio D'Alessio, Valentina Grippo, Federica Onori, Giulia Pastorella, Matteo Richetti, Daniela Ruffino, Giulio Cesare Sottanelli, Elena Bonetti, Ettore Rosato.

### Senato della Repubblica
| XVIII legislatura |
| ----------------- |
| 5 senatori        |

Nel gruppo +Europa - Azione: Andrea Cangini, Leonardo Grimani, Barbara Masini, Gianni Pittella, Matteo Richetti.
| XIX legislatura |
| --------------- |
| 2 senatori      |

Nel gruppo Azione - Italia Viva - Renew Europe (fino all'8 novembre 2023), poi nel Gruppo misto: Carlo Calenda, Marco Lombardo.

### Parlamento europeo
| IX legislatura |
| -------------- |
| 2 eurodeputati |

Nel gruppo Renew Europe:
Giuseppe Ferrandino
Fabio Massimo Castaldo

### Governi
- Governo Draghi
  - Mara Carfagna, ministro per il Sud e la coesione territoriale (29 luglio 2022 – 22 ottobre 2022)
  - Mariastella Gelmini, ministro per gli affari regionali e le autonomie (29 luglio 2022 – 22 ottobre 2022)

## Simbologia
Il logo del partito è caratterizzato da una freccia "verso il futuro" rappresentata come cavità della lettera "A" bianca immersa nel blu elettrico, colore della bandiera europea. A ottobre 2021 viene presentato un restyling del logo caratterizzato da una sfumatura cromatica del titolo che va dal blu elettrico al verde, simboleggiante la doppia transizione digitale e ambientale.

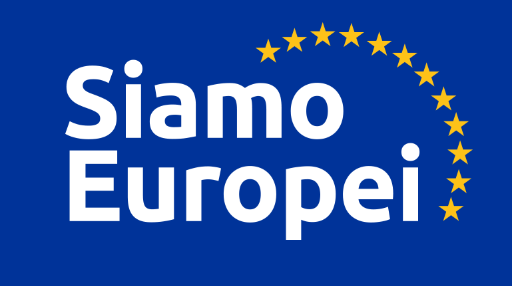
Logo di Siamo Europei
Logo di Azione (2019-2021)
Logo attuale

## Risultati elettorali
| Elezione                       | Elezione       | Voti                    | %                       | Seggi    |
| ------------------------------ | -------------- | ----------------------- | ----------------------- | -------- |
| Politiche 2022                 | Camera         | In Azione - Italia Viva | In Azione - Italia Viva | 12 / 400 |
| Politiche 2022                 | Senato         | In Azione - Italia Viva | In Azione - Italia Viva | 4 / 200  |
| Europee 2024 a                 | Europee 2024 a | 785 710                 | 3,36                    | 0 / 76   |
| a Lista Azione - Siamo Europei |                |                         |                         |          |